# Quadrat (jeroglífico)
| ` |

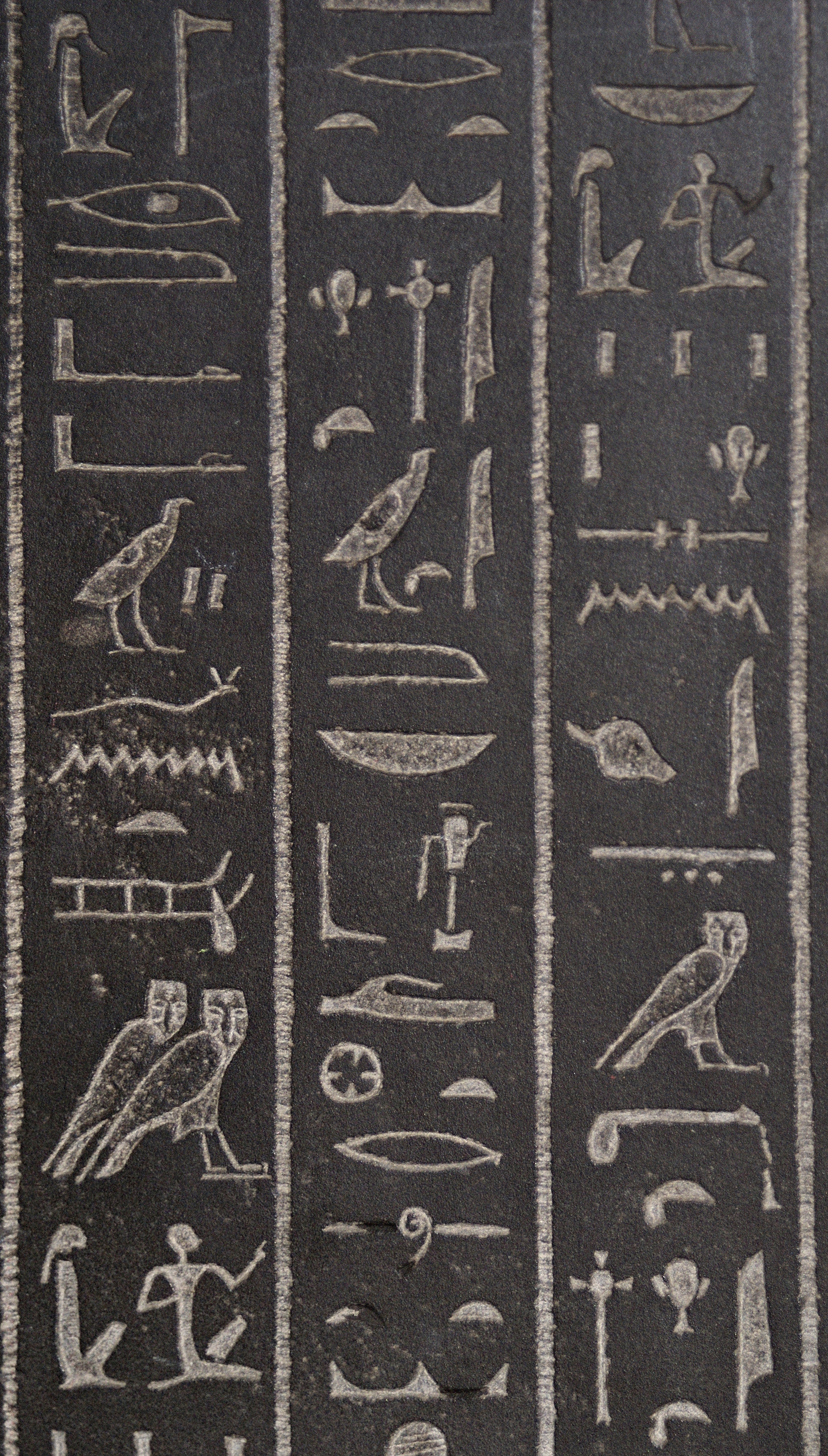
Tapa del ataúd de Ankhnesneferibre. Los glifos se leen a partir del punto hacia el cual miran los jeroglíficos; en este caso, primero la columna de la derecha (3), luego 2, y luego 1. La columna 1 finaliza debajo con el bloque jeroglífico de "gente", ejemplo: "hombre, mujer, plural".-(3 trazos verticales)

Un bloque jeroglífico (o bloque compuesto) es un rectángulo o cuadrado virtual en textos jeroglíficos egipcios.
Los glifos (jeroglíficos) pueden variar en número dentro del bloque virtual, aunque frecuentemente están proporcionados de acuerdo a las reglas variables estandarizadas de los métodos escribas.
La definición para el bloque en el Illustrated Hieroglyphics Handbook de Schumann-Antelme y Rossini, es: "Un quadrat (cuadrante) es un cuadrado virtual, el cual, aunque no está dibujado, guía la mano del escriba. Los jeroglíficos deben estar estéticamente ubicados dentro de la cuadratura y su tamaño debe ser adecuadamente proporcionado. Los mismos forman grupos que son placenteros tanto al ojo como a las leyes del equilibrio."

## Detalle de la Piedra de Rosetta

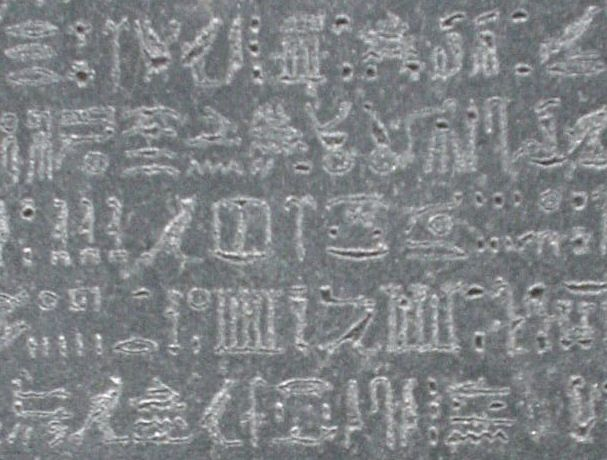
Piedra de Rosetta, sección líneas 9 a 13.

Un ejemplo de cinco líneas de texto de la Piedra de Rosetta, (líneas 9, 10, 11, 12, 13), que muestran una variedad de entre seis a siete bloques virtuales. Línea 12, (cuarta línea) es ilustrativa del tamaño variable, en este caso del ancho, de los bloques cuadrados virtuales.
El tiempo de los festivales es mencionado como: "...día 1 hasta día 5...", (tres bloques)
| N5 · Z1 | (día | 1) | (bloque | alto | estrecho) |

| nfr | t · D21 | (hasta) | (bloque | cuadrado) |

| O4 · N5 · Z1 · Z1 · Z1 · Z1 · Z1 | (día | 5) | (bloque | cuadrado) |

Los tres bloques:
| N5 · Z1 | nfr | t · D21 | O4 · N5 · Z1 · Z1 · Z1 · Z1 · Z1 | (día | 1 | hasta | día | 5) |

| O34 | s | (horizontal | vert | eSSes) |

| M | m | (horizontal | vert | eMs) |

| N | n | (vert | horizontal | eNs) |

(Véase: N-corona roja (n jeroglífico), N-ondas de agua (jeroglífico n))

## Bloque de Amón-Ra
| M17 | Y5 · N35 |

| M17 | Y5 · N35 |

| i | Y5 · N35 · N5 · Z1 |

. Nótese como el jeroglífico vertical para reed-(la i para 'Amón') es realmente parte del bloque, aunque esté a su lado.

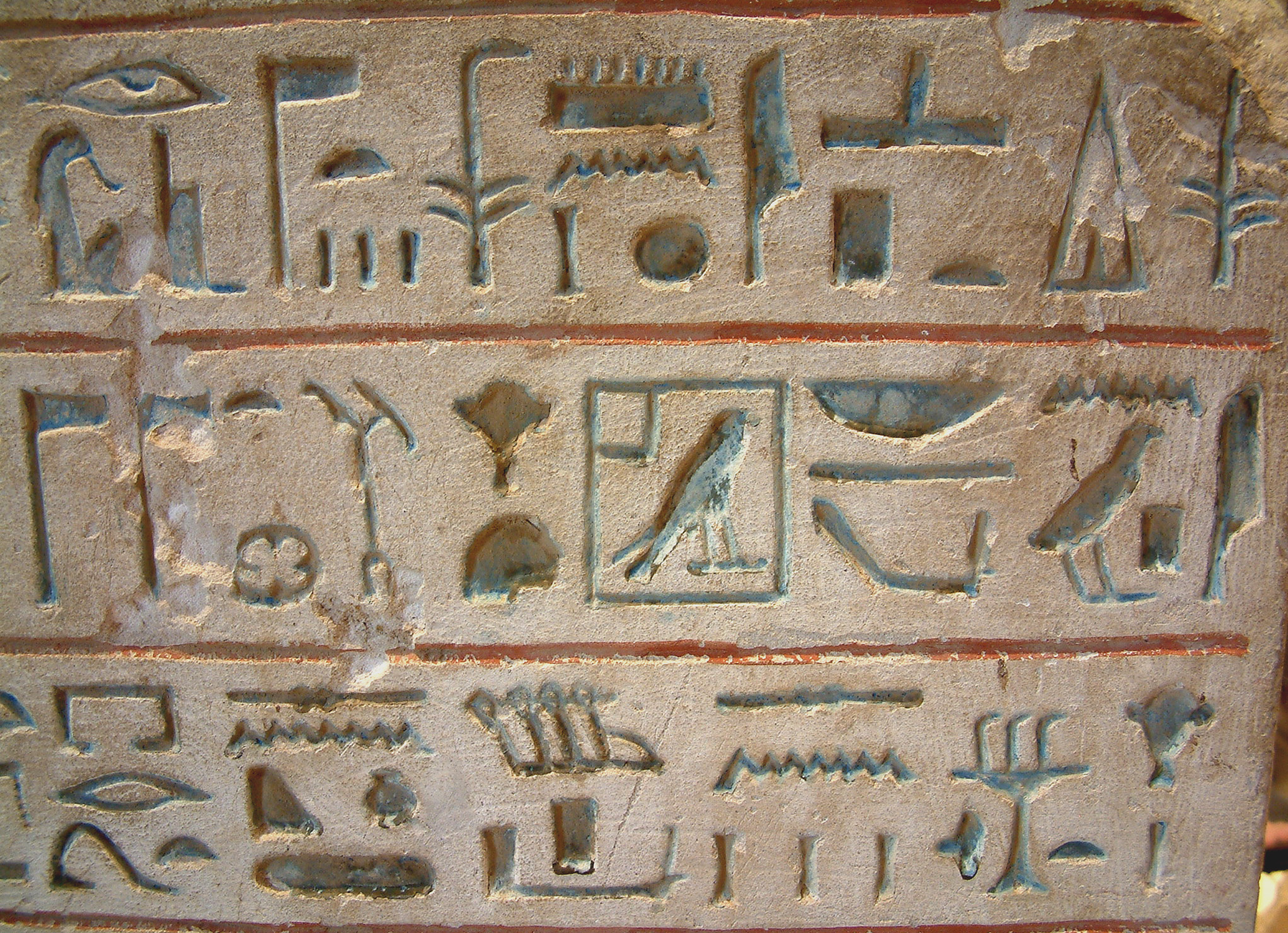
Registro 1, (línea 1, derecha a izquierda), bloque 2 y 3: Hotep, "Amón-Ra" (htp-t-p, i-mn-n-Ra-(trazo)
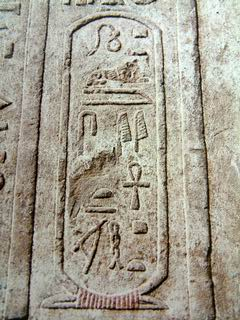
Mención de uno de los Ptolomeos, cartucho con varios bloques en cuadrante.
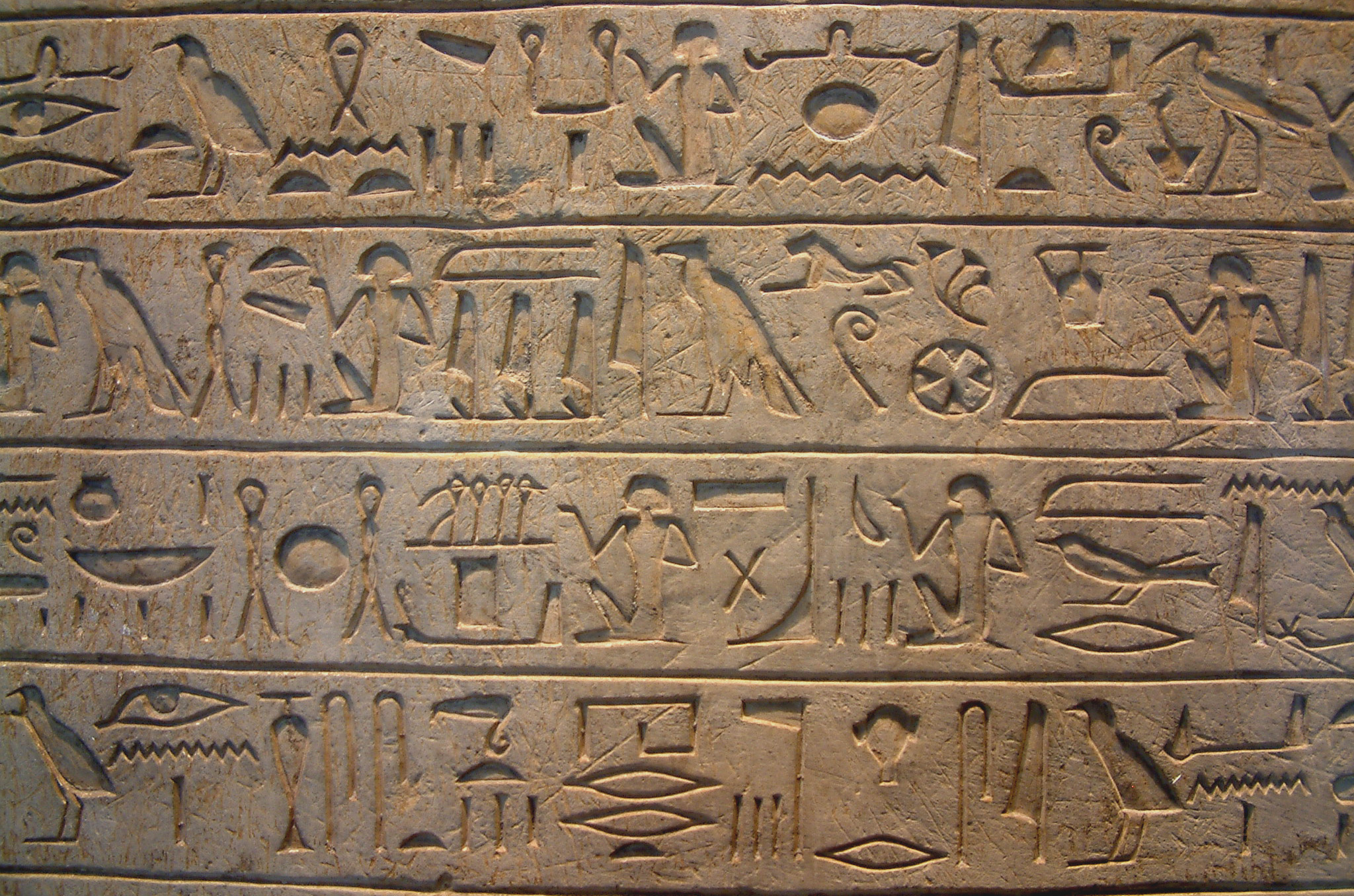
Jeroglíficos finamente elaborados en bajorrelieve. Línea 3, segundo bloque en (desde la izquierda), el bloque H-Ra-H